# Markus Müller (Fußballspieler)
Markus Müller (* 22. Mai 1988 in Eberswalde) ist ein deutscher Fußballspieler.

## Karriere
Müller erlernte das Fußballspielen beim ESV Zschorlau, für den er bis zum Jahr 2000 spielte. Der als Stürmer eingesetzte Spieler spielte in der U-19 von FC Erzgebirge Aue und für die zweite Mannschaft des Clubs in der Oberliga Nordost.
In der Rückrunde der Saison 2007/08 absolvierte Müller seine ersten Spiele in der 2. Bundesliga, als er in den Partien gegen den 1. FC Kaiserslautern und bei Alemannia Aachen eingesetzt wurde. Außerdem wurde der Stürmer 2007/08 Torschützenkönig in der Landesliga Sachsen. Nachdem er für den FC Erzgebirge in der 3. Liga zu drei Kurzeinsätzen gekommen war, wechselte er in der Winterpause 2008/09 zum Halleschen FC in die Regionalliga Nord und kam in 16 Rückrundenpartien auf fünf Tore. Nach einem Knöchelbruch 2010 wurde der Vertrag beim Halleschen FC nicht verlängert. Ab der Saison 2011/12 spielte der Stürmer für den SV Babelsberg 03 in der 3. Liga. Nach zwei Jahren und dem Abstieg der Babelsberger aus der 3. Liga wechselte Müller im Juli 2013 in die Regionalliga Südwest zu Wormatia Worms. Den Verein verließ er jedoch bereits wieder in der Winterpause. Von Januar 2014 bis Mai 2016 spielte der Stürmer für die Kickers Offenbach. Anschließend schloss er sich dem Regionalliga-Aufsteiger Teutonia Watzenborn-Steinberg an. Ab der Saison 2018/19 spielte Markus Müller bei dessen Nachfolgeverein FC Gießen. Am 1. Juli 2019 schloss er sich dem TSV Wachtendonk-Wankum in der Bezirksliga Niederrhein an. Mit dem TSV stieg er 2020 als Spielertrainer in die Landesliga auf. Im Juli 2023 wechselte er zum SV Straelen (Oberliga), ging aber nach dem Rückzug aus der Oberliga im Januar 2024 bereits wieder zurück zum TSV Wachtendonk-Wankum. Zur Saison 2024/25 übernahm er TuRa Brüggen als Trainer.

## Persönliches
Müller ist verheiratet mit der Fußballerin Marith Müller-Prießen, die 2015 mit dem 1. FFC Frankfurt die Champions League gewann. Das Ehepaar wohnt in Wachtendonk. Müller arbeitet hauptberuflich als Immobilienmakler.